# Tommy Reina
Gaetano Reina (27 de septiembre de 1889 – 26 de febrero de 1930), más conocido como Tommy Reina, fue el primer jefe de la familia Lucchese en Nueva York.

## Biografía

### Primeros años
Gaetano Reina nació en septiembre de 1889 en Corleone, Sicilia. Hijo de Giacomo Reina y Rumore Carmela. En el año 1900, la familia Reina se trasladó a Nueva York y se instaló en la calle 107 en el Este de Harlem. Reina, junto con su hermano Antonio, comenzó a trabajar con los miembros de la familia criminal Morello En julio de 1913, su hermana Bernarda Reina se casó con Vincenzo Terranova.
Gaetano Reina se casó con Angelina Olivera; la pareja tuvo nueve hijos: cinco hombres (Giacomo —quién se convirtió en un miembro de la familia Lucchese—, Sam, John y Bernard) y cuatro hijas (Anna, Carmela «Mildred» —quien se casó con Joe Valachi en 1932—, Rose y Lucy). La familia vivía en una casa en la Avenida Rochambeau, en el barrio Norwood del Bronx.
En noviembre de 1914, el adinerado pollero Barnet Baff fue asesinado en un plan hecho por un grupo de competidores judíos que contrataron sicarios sicilianos para cometer el crimen. En un punto, Reina y Jack Dragna fueron implicados como los verdaderos sicarios; sin embargo, se determinó luego que solamente eran pistas falsas.

### Jefe de la Mafia
Reina fue, durante mucho tiempo, un capitán de la familia criminal Morello y estuvo a cargo de muchos hombres y operaciones dentro de esa organización. A medida que esta familia empezó a caer en el caos durante los años 1910, Reina y Salvatore D’Aquila y Joe Masseria se separaron y formaron sus propias familias. Así, para 1920, él era el jefe de su propia familia criminal, controlando las operaciones en El Bronx y partes de Harlem del Este. Su familia tuvo un monopolio sobre la distribución de hielo en El Bronx. El subjefe de Reina fue Tommy Gagliano, un ex pandillero de los Morello.
A fines de 1920, Reina formó una alianza con  Giuseppe «Joe the Boss» Masseria, que se había hecho cargo de la antigua familia criminal Morello. En 1925, Salvatore Maranzano llegó a Nueva York y se hizo cargo del Clan Castellammarense que operaba en Williamsburg, Brooklyn. Reina cambió de bando y empezó a apoyar a Maranzano. Masseria se enteró de la traición de Reina y ordenó que Charles «Lucky» Luciano organizará su asesinato.

## Asesinato
En la noche del 26 de febrero de 1930, Reina salió del departamento de su amante en la Avenida Sheridan, en el barrio Claremont del Bronx (otras fuentes afirman que estaba saliendo del departamento de su tía luego de cenar), cuando fue emboscado (algunos sospechan de Vito Genovese, mientras otros afirman que fue Joseph Pinzolo) y recibió un disparo en la cabeza con una escopeta de doble cañón que lo mató al instante. Los dos sicarios abandonaron el arma debajo de un automóvil estacionado y escaparon. En su cuerpo, la policía encontró una pistola y 804 dólares en efectivo. La muerte de Reina ayudó a la Guerra de Castellammarense entre Masseria y Maranzano.
Reina está enterrado en el Woodlawn Cemetery en El Bronx, Nueva York.

## En la cultura popular

### Cine
- The Valachi Papers (1972) - Reina fue interpretado por Amedeo Nazzari[16]
- Gangster Wars (1982) - Reina fue interpretado por Joe Tornatore[17]
- El imperio del mal (1991) - Reina fue retratado por el Chris Penn[18]

### Literatura
- En Martín A. Gosch y Richard Hammer El último testamento de Lucky Luciano

De acuerdo con Carlos Luciano, Reina fue:
«… un hombre de su palabra, él tenía la cultura, y era un italiano muy honorable».